# Camillo Filippo Ludovico Borghese

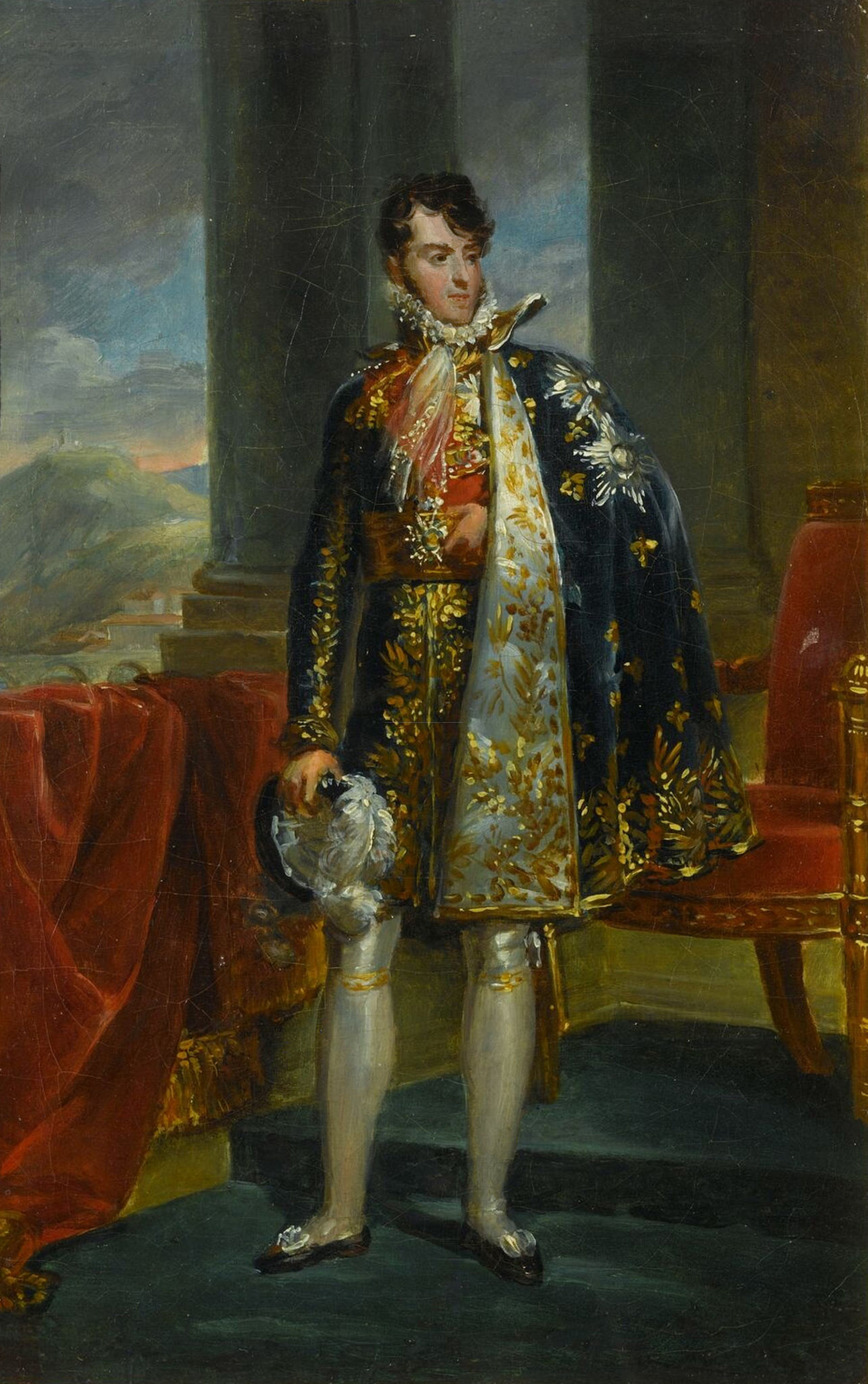
Camillo Filippo Ludovico Borghese

Wappen des Fürsten Camillo Borghese

Camillo Filippo Ludovico Borghese (* 19. Juli 1775 in Rom; † 9. Mai 1832 in Florenz) war Fürst von Sulmona und Rossano und Herzog von Guastalla.

## Leben
Er gehörte dem römischen Fürstenhaus Borghese an, welches ursprünglich aus Siena stammte und durch Camillo Borghese, der als Paul V. im Jahr 1605 Papst wurde, zu Ehren und Reichtümern gelangt war. Sein Vater war Fürst Marcantonio IV. Borghese (1730–1800), dessen Haupterbe er wurde, die Mutter Anna Maria war eine geborene Prinzessin Salviati aus Florenz; als Letzte ihrer Familie fiel ihr umfangreiches Erbe ebenfalls an Camillo. Sein jüngerer Bruder war Fürst Francesco Aldobrandini Borghese (1776–1839), Erbe der Familie Aldobrandini.
Camillo Filippo Ludovico Borghese trat im Jahr 1796 in französische Dienste und heiratete 1803 Pauline Bonaparte, Witwe des französischen Generals Charles Victoire Emmanuel Leclerc und zweite Schwester Napoléon Bonapartes, der damals noch Erster Konsul war. Diese Heirat stellte die erste dynastische Verbindung der Familie Bonaparte mit einem hochadeligen Haus dar.
Infolge dieser Vermählung erhielt er nach der Kaiserkrönung Napoleons I. Ende 1804 die Würde eines französischen Prinzen, wurde im Jahr 1805 Chef d’escadron der kaiserlichen Garde, bald darauf Oberst und später Général de division und kurzzeitig regierender Herzog von Guastalla. Im Jahr 1809 wurde er mit dem Amt eines Generalgouverneurs der Departements jenseits der Alpen (gouverneur général des départements au-delà des Alpes) unter die Großwürdenträger des Französischen Kaiserreichs aufgenommen, zudem Oberkommandant der 27. und 28. Militärdivision. Sein Wappen wurde um den Adler aus dem französischen Kaiserwappen und das große Collier der Ehrenlegion erweitert, 
Nach Napoleons Sturz trennte er sich von seiner Gemahlin. Während diese ihrem Bruder in seinem Exil auf Elba beistand und später ein eigenes Haus in Rom bezog, lebte er ab dem Jahr 1818 mit einer Mätresse abwechselnd im Palazzo Salviati-Borghese in Florenz und im Palazzo Borghese in Rom. Durch Zukäufe erweiterte er den Park der Villa Borghese (Rom) erheblich und ließ den alten Garten im italienischen Stil in einen englischen Landschaftsgarten umwandeln. Die dort ausgestellte Sammlung der Galleria Borghese erlitt erhebliche Verluste, indem er gezwungen war, seinem Schwager auf dessen Druck eine Reihe von Kunstwerken zu verkaufen, von denen einige heute zu den Glanzstücken des Louvre gehören. Die Galerie verlor insgesamt 154 Statuen, 160 Büsten, 170 Reliefs, 30 Säulen und mehrere Vasen an Frankreich. 1827 erwarb Camillo Borghese in Paris jedoch Correggios Danae und die 1805/1808 von Antonio Canova geschaffene liegende Figur der Pauline Borghese als Venus Victrix gehört heute zu den Hauptattraktionen der Sammlung.
Er starb am 9. Mai 1832 in Florenz ohne Nachkommen. Ihn beerbte sein Bruder Francesco Borghese, Fürst Aldobrandini (1776–1839). Dessen drei Söhne begründeten drei neue Linien der Familie: Borghese, Aldobrandini und Salviati.
Die Besitzungen der Borghese umfassten außer den Fürstentümern Rossano und Sulmona die schönsten Ortschaften und Güter im Patrimonio di San Pietro in Sabina und den elften Teil der ganzen Campagna di Roma.
Dieser Artikel basiert auf einem gemeinfreien Text aus Meyers Konversations-Lexikon, 4. Auflage von 1888 bis 1890.
| Personendaten    | Personendaten                                       |
| ---------------- | --------------------------------------------------- |
| NAME             | Borghese, Camillo Filippo Ludovico                  |
| KURZBESCHREIBUNG | italienischer Adliger, Fürst zu Sulmona und Rossano |
| GEBURTSDATUM     | 19. Juli 1775                                       |
| GEBURTSORT       | Rom                                                 |
| STERBEDATUM      | 9. Mai 1832                                         |
| STERBEORT        | Florenz                                             |